# Kattenes

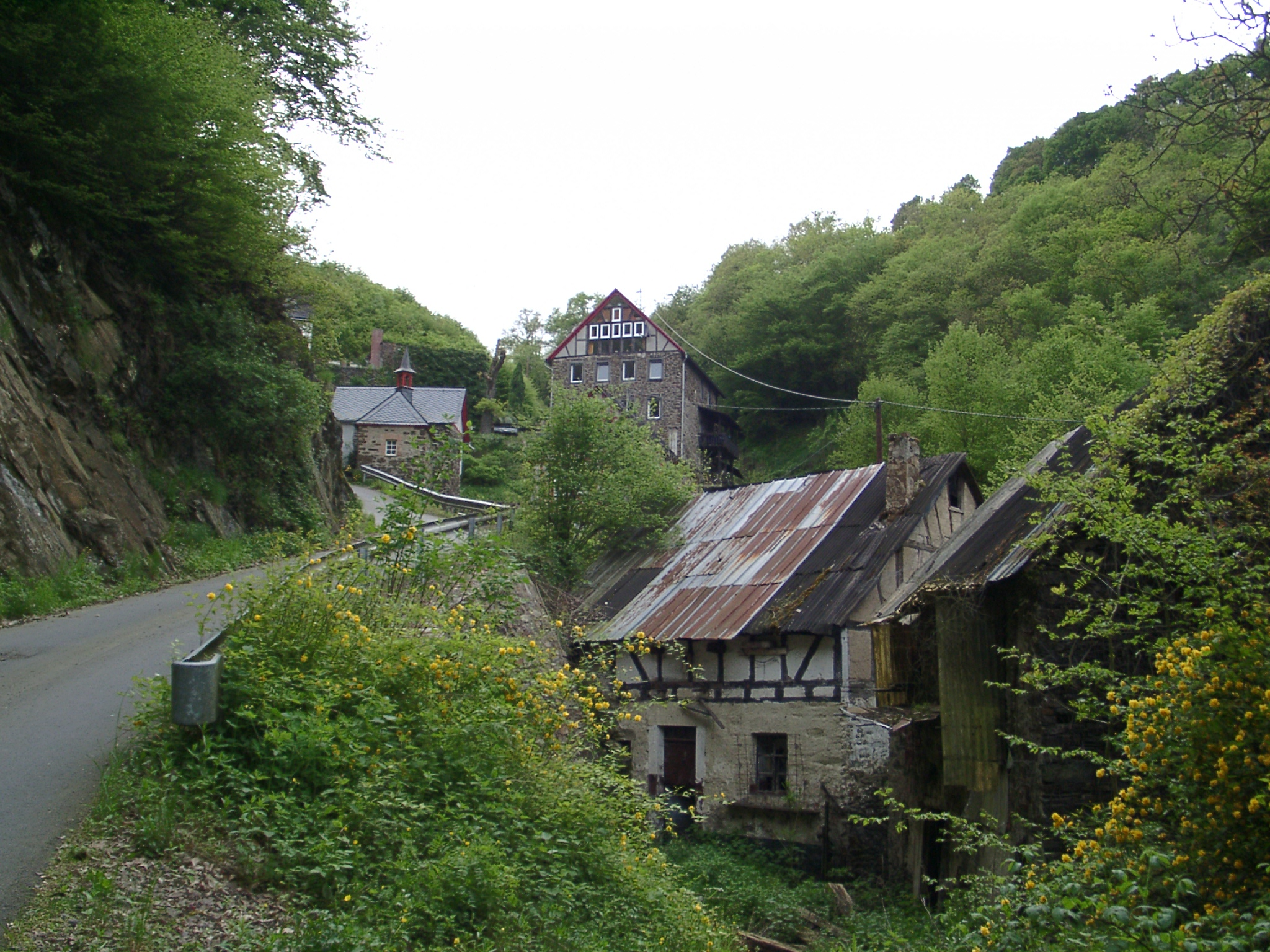
Blick in das Tal der 13 Mühlen bei Kattenes (2005)

Kattenes, amtliche Schreibweise bis 6. Dezember 1935: Cattenes, ist ein Weinort an der Mosel, Landkreis Mayen-Koblenz in Rheinland-Pfalz. Kattenes ist seit dem 31. Dezember 1975 ein Ortsteil der Gemeinde Löf und war bis dahin eine eigenständige Ortsgemeinde.

## Geschichte
In Kattenes bestand schon in der römischen Zeit eine Siedlung. Im Jahr 1878 wurden beim Bau der Eisenbahn mehrere römische Steingräber und Münzen aus dem Jahr 273 gefunden.
Die wahrscheinlich älteste urkundliche Erwähnung des Ortes ist aus dem Jahre 1030, als der Trierer Erzbischof Poppo den fränkischen Gutshof „Caneda“ erwähnte.
Bis zum Ende des 18. Jahrhunderts gehörte Kattenes zum Amt Alken, das als Kondominium zu den beiden Kurfürstentümern Kurtrier und Kurköln gehörte. Nach der Übernahme des Rheinlandes durch Preußen (1815) wurde die Gemeinde Kattenes 1816 verwaltungsmäßig der Bürgermeisterei Münstermaifeld im Kreis Mayen zugeordnet. Kattenes hatte damals 192 Einwohner.
Zum 7. November 1970 wurde Kattenes und einige andere Gemeinden aus dem aufgelösten Kreis Mayen dem neu gebildeten Landkreis Mayen-Koblenz zugeordnet. Zum 31. Dezember 1975 wurde die Gemeinde Kattenes in die Gemeinde Löf in Form einer Neubildung eingemeindet.

## Wappen
Bis zur Eingemeindung am 31. Dezember 1975 führte Kattenes ein eigenes Wappen:
| Wappen von Kattenes | Blasonierung: „Geviert, in 1 in Silber ein durchgehendes rotes Balkenkreuz, in 2 in Grün ein vierspeichiges silbernes Mühlrad, in 3 in Grün ein silberner linksschräger Wellenbalken und in 4 in Silber ein durchgehendes schwarzes Balkenkreuz.“                                                       |
| Wappen von Kattenes | Wappenbegründung: Die beiden Kreuze in Silber – rot für Kurtrier und schwarz für Kurköln – weisen auf die bis um 1794 dauernde Zugehörigkeit zu den beiden Kurfürstentümernes als Kondominium des Amtes Alken hin, der Wellenbalken symbolisiert die Mosel und das Wassermühlrad das Tal der 13 Mühlen. |

## Sehenswürdigkeiten
Eine besondere touristische Attraktion stellt das schluchtartige Tal der 13 Mühlen dar. Die teilweise noch vorhandenen Mühlen wurden im 19. Jahrhundert errichtet. Viele der Mühlen wurden in den letzten Jahren aufwändig restauriert und mit Informationstafeln versehen.
Die Filialkirche der Pfarrei Löf in Kattenes ist der heiligen Anna geweiht.

## Persönlichkeiten
- Jakob Volk (1876–1954), Möbelschreiner, Amateur- und Naturfotograf[6]

## Weinbau
Weinlagen (moselabwärts gesehen)
- Katteneser Steinchen
- Katteneser Fahrberg

Wein- und Heimatfest
Jährlich findet am ersten Wochenende im Juli in Kattenes das Wein- und Heimatfest statt, im Jahr 2023 bereits zum 58. Mal.

## Verkehr
Am Haltepunkt Kattenes an der Moselstrecke hält die zwischen Koblenz – Treis-Karden und Trier verkehrende RB 81 (Moseltalbahn).